# Tatort: Des Teufels langer Atem
Des Teufels langer Atem ist ein Fernsehfilm aus der Krimireihe Tatort. Der vom WDR produzierte Beitrag ist die 1186. Tatort-Episode und wurde erstmals am 16. Januar 2022 im SRF, im ORF und im Ersten ausgestrahlt. Das Ermittlerduo Thiel und Boerne ermittelt in seinem 40. Fall.

## Handlung
Kommissar Thiel wacht in einem Hotelzimmer auf, ohne Erinnerungen an die vergangene Nacht. An seiner Hose fehlt ein Stück Stoff, am Arm hat er eine Brandwunde, und es befindet sich ein Koala-Stofftier im Zimmer, dessen Anwesenheit er sich nicht erklären kann. Thiel gegenüber sitzt Professor Boerne mit einer Dose Erbseneintopf in der Hand. Er erzählt Thiel, dass dieser ihn am Vorabend sturzbetrunken aus einer Hotelbar angerufen und ihn gebeten hat, diese Dose aus dem Haus seines Vaters zu der Adresse des Hotels zu bringen. Als Boerne den Hausschlüssel für Herbert Thiels Haus zurück in Thiels Wohnung brachte, hörte er Geräusche und vermutete einen Einbrecher, stellte jedoch nur fest, dass ein Fenster offenstand. Thiel erzählt Boerne, dass sein Vater, der sich gegenwärtig zu einer Rehabilitationsmaßnahme in einer Klinik in Coesfeld befindet, offenbar an einem inoperablen Hirntumor leidet und nicht mehr lange zu leben hat. Seinem Vater gegenüber brachte Thiel es jedoch nicht über sich, davon zu erzählen. Stattdessen erklärte er sich bereit, die Dose Erbseneintopf (in Wahrheit ein Versteck für dessen Marihuana) zu organisieren, als sein Vater ihn darum bat. Boerne bietet Thiel an, bei einem befreundeten Neurochirurgen eine zweite Meinung über den Zustand von Thiels Vater einzuholen. Beim Hinausgehen aus dem Hotel stellt Thiel fest, dass auch das Taxi seines Vaters fehlt.
Auf dem Weg zur Klinik (in Boernes Auto) hat Thiel auf einer Landstraße plötzlich einen Flashback. Kurz darauf sehen sie mehrere Polizeiwagen am Waldrand, und Boerne will sofort sehen, was da vor sich geht. Thiel folgt ihm in den Wald, wo die Polizistin Annika Kröger und die Gerichtsmedizinerin Dr. Vivian Peters bereits eine männliche Leiche in Augenschein nehmen. Dr. Peters hat Boerne aus ihrer Zeit, als sie bei ihm studiert hat, noch in schlechter Erinnerung. Während Boerne sich sofort in herablassenden Bemerkungen über Dr. Peters ergeht, erkennt Thiel den Toten, der laut seiner Smartwatch um 2:57 gestorben sein muss, als Hauptkommissar Arne Hartnack wieder. Hartnack war vor über 20 Jahren Thiels Vorgesetzter in Hamburg, bevor er wegen Mordes ins Gefängnis kam. Thiel hatte damals den Choleriker und Frauenschläger Hartnack überführt, seine zweite Ehefrau ermordet und verbrannt zu haben. Dass Thiel plötzlich am Fundort von Hartnacks Leiche auftaucht, macht Kröger misstrauisch. Auch am Tatort hat Thiel Flashbacks an die vergangene Nacht.
In der Klinik sucht Boerne das Büro von Dr. Petra Kühn, Herbert Thiels Ärztin, auf, um sie um die Unterlagen und das MRT zu bitten. Dr. Kühn, die sich kurz zuvor selbst verletzt hat, verlässt jedoch nach einem Anruf sofort das Büro. Thiel bringt derweil seinem Vater das Marihuana. Als dieser nach seinem Taxi fragt, gibt Thiel zu, dass er nicht weiß, wo es sich befindet. Mithilfe einer Ortungs-App kann sein Vater es jedoch in dem Wald orten, wo Hartnacks Leiche gefunden wurde. Boerne hat derweil das Büro vergeblich nach den Unterlagen durchsucht, jedoch Dr. Kühns Privatadresse herausgefunden. Im Wald finden Boerne und Thiel das Taxi neben einem noch warmen Lagerfeuer. Auch das Stück Stoff aus Thiels Hose finden sie dort. Thiel hat weitere Flashbacks, allerdings ist das letzte, woran er sich klar erinnern kann, dass er nach dem Telefonat mit Boerne weitere Getränke bestellt und sich mit dem Barmann unterhalten hat. Auf seine Vermutung, jemand könnte ihm K.-o.-Tropfen oder ähnliches ins Getränk getan haben, erklärt Boerne sich bereit, eine Blutuntersuchung zu machen.
Auf dem Anwesen der offenbar gut situierten Dr. Kühn begegnen sie auch Annika Kröger wieder und erfahren von ihr, dass die inzwischen verwitwete Dr. Kühn Hartnacks Tochter aus erster Ehe ist. Kröger erzählt Thiel außerdem, dass Hartnack, der damals keine Erinnerungen an die Tatzeit hatte, während und nach seiner Haft immer wieder eine Neuaufnahme des Verfahrens beantragt hat. Sein Leben lang hat er, wie auch seine Tochter, Thiel die Schuld an seinem Unglück gegeben. Vor ein paar Jahren ist Hartnack dann bei seiner Tochter eingezogen und hat gelegentlich in der Klinik gearbeitet. Beweise für seine Unschuld hatte Hartnack in einem roten Aktenordner gesammelt, der nun fehlt. Thiel wird von Kröger darauf hingewiesen, dass Hartnack mit dem gleichen Modell wie Thiels Dienstwaffe erschossen wurde. Es wird offensichtlich, dass Kröger Thiel verdächtigt. Boerne erhält derweil die Unterlagen über Herbert Thiel.
Als Thiel in seiner Wohnung seine Waffe aus dem Safe nehmen will, um sie Kröger zur Untersuchung zu bringen, stellt er fest, dass der Safe leer ist. Bruchstückhaft erinnert er sich, die Waffe aus dem Safe genommen zu haben und dann aus dem Fenster gesprungen zu sein, als er Boerne hörte. Seine Fußabdrücke vor dem Fenster bestätigen seine Vermutung. Daraufhin nimmt Thiel Boernes Angebot an, sich hypnotisieren zu lassen, um herauszufinden, was in dieser Nacht geschehen ist. Unter Hypnose erinnert Thiel sich an das Gespräch mit dem Barmann, der sich plötzlich in ein Wildschwein verwandelt. Boerne interpretiert das Wildschwein als Thiels Krafttier, was diesen zum Lachen bringt. Die Freude währt allerdings nur kurz, denn der Neurochirurg ruft Boerne an und teilt ihm mit, dass der Tumor auf dem MRT tatsächlich inoperabel ist.
Staatsanwältin Klemm macht Thiel den Ernst der Lage klar; immer mehr Beweismittel sprechen gegen ihn. Thiel bittet, die Unterlagen über den Fall in Hamburg kommen zu lassen, und leiht sich Mirko Schraders Auto für die Rückfahrt nach Coesfeld. Auf dem Weg dorthin kommt er an einer Tankstelle vorbei, wo er wieder einen Flashback hat. Im Laden der Tankstelle werden auch Plüschkoalas verkauft, wie der aus Thiels Hotelzimmer. Auf den Aufnahmen der Überwachungskameras ist zu sehen, wie Thiel und Hartnack in dem Taxi an der Tankstelle ankommen und Thiel den Koala kauft. Erkennbar ist, dass er seine Waffe in der Hosentasche trägt.
Boerne will derweil Thiels Unschuld beweisen und sucht Dr. Peters mit der Bitte auf, Hartnacks Obduktion gemeinsam durchzuführen, was sie ablehnt. Darauf lässt er ein Fenster der Rechtsmedizin offen, um bei Nacht in das Fenster einzusteigen und Hartnacks Leiche selbst zu untersuchen. Thiel wird derweil von Kröger mit weiteren Indizien konfrontiert. Die Überreste des fehlenden Aktenordners fand man in dem Lagerfeuer neben dem Taxi, der fehlende Autoschlüssel wurde in der Nähe des Tatorts gefunden, und der Barmann hat ausgesagt, dass Thiel sich mit Hartnack unterhalten hat. Aufgrund der Beweislast wird Thiel in Untersuchungshaft genommen. Dort wird er von seinem Vater besucht, der nach wie vor an seine Unschuld glaubt. Thiel bringt es endlich über sich, von dem inoperablen Hirntumor zu erzählen, was Herbert jedoch gefasst aufnimmt.
Unterdessen hat Boerne keinen Erfolg bei seiner Unternehmung, weil er das Fenster nicht erreichen kann. Er ruft daraufhin Silke Haller an und bittet sie um Hilfe. Vor Ort weigert sich Haller zunächst, einzubrechen. Erst als Boerne sie regelrecht auf Knien anfleht, erklärt sie sich bereit, ihm zu helfen. Per Räuberleiter gelangt sie in die Rechtsmedizin. Aus den Obduktionsakten erfährt sie, dass Hartnacks Leiche noch nicht obduziert wurde. An der Leiche selbst stellt sie zwei Schusswunden fest, aber keine anderen Verletzungen. Als sie von einem Wachmann überrascht wird, kann sie entkommen. Später überreicht sie Boerne die Akten des Mordes, für den Hartnack verurteilt wurde. Mit Freude stellt Boerne fest, dass Professor Gunnar Ulldag, den er selbst sehr verehrt, damals die Obduktion durchgeführt hat. Der Obduktionsbericht sowie ein Pressefoto von Ulldag und seiner Frau machen Boerne jedoch stutzig. Nach einem nächtlichen Ausflug zu Ulldags Haus in Cuxhaven sieht er seinen Verdacht bestätigt: Hartnack war tatsächlich unschuldig, seine Frau ist noch am Leben und lebt mit Ulldag zusammen. Beide haben den Mord damals nur inszeniert. Die bis zur Unkenntlichkeit verbrannte Leiche wurde anhand der Fehlstellung zweier Zähne von Ulldag als Frau Hartnack identifiziert; weder Thiel noch Hartnack selbst hatten damals Ulldags Gutachten angezweifelt. In Wahrheit wurde eine Leiche mit der gleichen Fehlstellung verbrannt; auf dem Pressefoto konnte Boerne erkennen, dass die entsprechenden Zähne von Ulldags vermeintlicher Frau kürzlich ersetzt wurden.
Am nächsten Morgen erzählt Boerne Thiel und Kröger von seinen Erkenntnissen. Gegen die Ulldags kann jedoch nichts unternommen werden, weil bei allen Tatbeständen die Verjährungsfristen abgelaufen sind. Stattdessen konfrontiert Kröger Boerne mit dem nächtlichen Einbruch, welcher auf Kameras festgehalten wurde, sowie der Tatsache, dass Dr. Peters wegen einer von Boerne umgestellten Baustellenmarkierung gestürzt ist und sich verletzt hat. Aufgrund der Konsequenzen, die ihm drohen, macht sich Boerne sofort auf den Weg, um sich mit Dr. Peters gut zu stellen. Thiel wird derweil trotz dringenden Tatverdachts aus der Untersuchungshaft entlassen, weil Staatsanwältin Klemm sich beim Haftrichter für ihn eingesetzt hat. Dr. Kühn ist fassungslos, als sie erfährt, dass ihre Stiefmutter noch lebt.
Frau Haller ist vor Boerne bei Dr. Peters angekommen und entschuldigt sich bei ihr. Da sie weiß, wie es ist, Boernes Bemerkungen ertragen zu müssen, entwickelt sich schnell ein gutes Verhältnis zwischen den beiden. Sie beschließen, Hartnacks Leiche gemeinsam zu obduzieren. Als der zerknirschte Boerne dazukommt, bewegen sie ihn dazu, ihnen zu assistieren. Thiel befragt derweil den Barmann nach seiner Unterhaltung mit Hartnack. Nach einem erneuten Flashback kommt er zu der Erkenntnis, dass er den Tatort aufsuchen muss, um sich an das Geschehene zu erinnern. Auf dem Weg vom Lagerfeuer zum Tatort findet Thiel zuerst ein totes Wildschwein. Dann erinnert er sich daran, mit Hartnack dort gewesen zu sein und zweimal mit seiner Waffe geschossen zu haben. Die Waffe findet er schließlich im Inneren des Plüschkoalas.
Schrader hat in der Zwischenzeit der Polizei in Cuxhaven Boernes Verdacht übermittelt. Die Ulldags wurden verhört und haben alle Vorwürfe gestanden. Ferner hat Schrader herausgefunden, dass einst ein vermögender Patient sein Testament zugunsten von Dr. Kühn und ihrem Mann geändert hat, wodurch sie ein Millionenerbe erhielten. Die Änderung des Testaments wurde sogar auf einem Video aufgezeichnet. Klemm wird stutzig und will das Video sehen. Kurz darauf sucht sie Herbert Thiel auf, der inzwischen aus der Klinik entlassen wurde, und zeigt ihm die Aufnahmen von der Tankstelle sowie von der Testamentsänderung. Aufgrund des seltsam unterwürfigen Verhaltens seines Sohnes ist für Herbert eindeutig, dass Thiel in der Nacht unter dem Einfluss der Droge Burundanga stand. Diese Substanz mit dem Wirkstoff Scopolamin wird in Südamerika von Verbrechern genutzt, um Opfer willenlos zu machen. Da Scopolamin nur sechs bis acht Stunden im Blut nachweisbar ist, konnte es bei Thiels Blutuntersuchung nicht nachgewiesen werden.
Thiel will gerade bei Kröger ein Geständnis ablegen, als diese den entlastenden Anruf von Klemm erhält. Zu viert rekonstruieren sie die Geschehnisse dieser Nacht. Hartnack muss Thiel in der Hotelbar das Burundanga ins Gesicht geblasen haben, sodass er es inhalierte und willenlos wurde. Von Dr. Kühn, seiner Tochter, die mit ihrem Mann fünf Jahre in Kolumbien gearbeitet und dort auch die Wirkung der Droge studiert hat, kannte er die richtige Dosierung. Die Ermittler äußern auch den Verdacht, dass Dr. Kühn einen ihrer Patienten mit Hilfe der Droge manipuliert habe, so dass dieser sie als Erbin für sein Millionenvermögen eingesetzt habe. Unter dem Einfluss der Droge hat Thiel dann die Waffe aus seinem Safe genommen und fuhr mit Hartnack erst zur Tankstelle und dann in den Wald. Der Plan von Hartnack und Kühn war, dass Thiel dasselbe passieren sollte wie Hartnack damals: Dass er sich an das Geschehene nicht erinnern kann, aber genug Beweise vorliegen, um ihn des Mordes zu überführen. Als Thiel von den zwei Schüssen aus seiner Erinnerung erzählt, wendet Kröger ein, dass im Magazin seiner Waffe vier Projektile fehlen, von denen zwei inzwischen in dem toten Wildschwein gefunden wurden. Ferner erzählt sie, dass Hartnack vor seinem Tod einen Notruf von seiner Smartwatch gesendet hat; kurz darauf hat sich das Handy seiner Tochter in einem Funkmast im Wald eingeloggt. Thiel konnte sich trotz des Drogeneinflusses nicht dazu überwinden, Hartnack auf dessen Befehl zu töten, und erschoss stattdessen das Wildschwein. Hartnack hatte darauf seine Tochter per Notruf zum Tatort gerufen und sie überredet, ihn zu erschießen. Nach dem Mord hat Dr. Kühn Thiel dazu gebracht, die Waffe zu verstecken.
Boerne stößt dazu und steuert weitere Informationen bei. Frau Haller und Dr. Peters stellten bei der Obduktion fest, dass Hartnack einen inoperablen Hirntumor hatte und ohnehin bald gestorben wäre. Das vermeintliche MRT von Thiels Vater stammte in Wirklichkeit von Hartnack. Herbert Thiel ist kerngesund. Dr. Kühn wollte, dass Thiel zu spüren bekommt, wie es sich anfühlt, den Vater zu verlieren. Als Thiel und Kröger Kühns Anwesen aufsuchen, um sie festzunehmen, finden sie nur ein Tablet mit einer Videobotschaft von Kühn vor. In dieser gesteht sie ihr Verbrechen und entschuldigt sich bei Thiel, dem sie nicht mehr die Schuld am Schicksal ihres Vaters gibt. Sie deutet an, dass sie sich umbringen will, weil sie ohne ihren Vater und ihren Mann nicht mehr leben will, zuvor habe sie jedoch noch etwas zu erledigen. Thiel folgert, dass sie auf dem Weg nach Cuxhaven ist.
In der nächsten Szene ist zu sehen, wie Dr. Kühn zu Professor Ulldags Haus geht und klingelt. Nach dem Öffnen der Tür hört man drei Schüsse – es liegt nahe, dass sie die Ulldags und anschließend sich selbst getötet hat.
Die Folge endet damit, dass Boerne und Thiel im Wald das Wildschwein beerdigen.

## Hintergrund
Der Film wurde vom 27. Mai 2021 bis zum 25. Juni 2021 in Münster, Köln und Umgebung gedreht. Die Szenen um die Polizeistation entstanden im Bezirksrathaus von Köln-Porz, die Hotel- und Gaststättenszenen in einem Hotel in Burgsteinfurt.
Der Titel des Tatorts ist eine Anspielung auf den Wirkstoff Scopolamin, der im Englischen als Devil’s Breath (deutsch: Atem des Teufels) bezeichnet wird und in richtiger Dosierung für einen Zustand der Willenlosigkeit sorgen kann.
Mehrmals klingt der Chor aus Mozarts Requiem auf, unter anderem in der Szene vor der Erschießung Hartnacks sowie in der Schlussszene, in der das erschossene Wildschwein begraben wird.

## Rezeption

### Kritiken
„Im Gegensatz zu anderen Tatorten allerdings, die sich in Traumsequenzen verlieren, kriegen sie in Münster die Kurve und knüpfen alle Storyzipfel zusammen, sogar die Geschichte des Wildschweins wird zu Ende erzählt. […] Boerne bringt in einem seiner besseren Momente die Dinge auf den sogenannten Punkt: ‚Ergreifende Rede, schöne Worte, hintenraus vielleicht bisschen dicke aufgetragen.‘ Das gilt auch für diesen Tatort.“

„Die vielen schroffen Traum- und Halbtraumsequenzen nehmen den Flow aus dem Krimiplot. Aber gerade wenn man Angst bekommt, dass man die Handlung vielleicht nur unter Zuhilfenahme psychoaktiver Substanzen versteht, fährt die Vater-Tochter/Vater-Sohn-Spiegelung ein paar krasse wache ödipale Twists auf. Halten Sie also durch und lassen Sie das Pfeifchen ausnahmsweise mal aus.“

### Einschaltquote
Die Erstausstrahlung von Des Teufels langer Atem am 16. Januar 2022 wurde in Deutschland insgesamt von 14,16 Millionen Zuschauern gesehen und erreichte einen Marktanteil von 41,0 Prozent für Das Erste. In der als Hauptzielgruppe für Fernsehwerbung deklarierten Altersgruppe von 14–49 Jahren erreichte der Tatort 3,09 Millionen Zuschauer und damit einen Marktanteil von 34,0 Prozent in dieser Altersgruppe. Beide Werte gelten selbst für den erfahrungsgemäß quotenstarken Münsteraner Tatort als herausragend.